# Yi Heoyeong

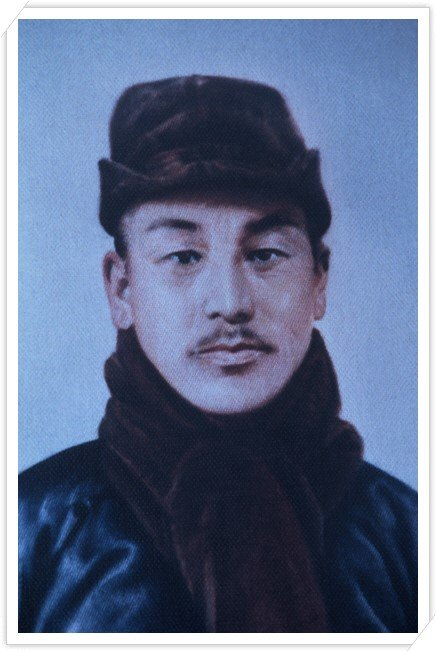
Yi przed wygnaniem do Mandżurii

Yi Heoyeong (ur. 1867, zm. 1932; hangul: 이회영) – koreański anarchista i działacz na rzecz niepodległości, jeden z chińskich aktywistów podczas japońskiego jarzma kolonialnego. Należał do liderów Komuny Shinmin. Był nazywany „pionierem koreańskiego anarchizmu”.

## Biografia
Yi urodził się w 1867 roku w szlacheckiej rodzinie. Poświęcił cały swój majątek na walkę o niepodległość Korei. W 1910 roku Yi, wraz ze  swoją rodziną uciekł do Mandżurii przed japońską policją. Tam założył szkołę wojskową Sinheung hakgyo (신흥 학교). W swoim domu przyjmował działaczy niepodległościowych z Pekinu, według niego anarchizm miał być drogą do wyzwolenia półwyspu; w 1925 piasał: „przyszłość wolnej Korei jest w anarchizmie”. Współpracował z wieloma koreańskimi anarchistami, m.in. z: Sin Jaeho, Yu Jamyeong, Han Yeongbok, Pak Seungbyeong czy Yi Jeonggyu oraz z anarchistami chińskimi. W latach 1929–1932 był współzałożycielem Komuny Shinmin w Mandżurii (obejmującej obszar równoważny terytorium Polski), która przetrwała trzy lata, a jej społeczeństwo było bezklasowe i samorządne (1929–1932). Anarchiści z Komuny Shinmin byli poddawani częstym represjom ze strony różnych wrogów politycznych, głównie stronnictw pro-japońskich. W listopadzie 1932 roku Yi próbował przedostać się z Chin do Mandżurii w celu uzbrojenia partyzantów, ale w Dalian aresztowała go japońska policja. Został poddany torturom, a następnie powieszony w celi.